# Pomnik Francesco Laparelliego i Girolamo Cassara
Pomnik Francesco Laparelliego i Girolamo Cassara (malt. Monument għal Francesco Laparelli u Ġlormu Cassar) – pomnik projektantów i budowniczych Valletty w XVI wieku. Znajduje się pomiędzy Saint James Cavalier, Parliament House i Pjazza Teatru Rjal w Valletcie na Malcie.

## Historia
Pierwsza publiczna wzmianka o potrzebie uczczenia pomnikiem projektantów i budowniczych Valletty, Francesco Laparelliego i Girolamo Cassara ukazała się w 2009 roku, przy okazji odsłonięcia pomnika budowniczego Floriany Pietro Paolo Florianiego. Decyzja budowy pomnika podjęta została po kolejnym alarmującym liście opublikowanym w styczniu 2016 roku przez Times of Malta, który wyszedł spod pióra historyka Alberta Ganado.

## Powstanie i lokalizacja pomnika
Twórcą pomnika jest gozański rzeźbiarz John Grima. Nowoczesny w stylu pomnik wykonany jest z brązu. Został ufundowany przez Alfred Mizzi Foundation z okazji setnej rocznicy założenia firmy Alfred Mizzi & Sons Ltd. Dzieło powstało we współpracy z Heritage Malta. Pomnik został odsłonięty przez ówczesnego premiera Josepha Muscata w grudniu 2016 roku z okazji 450. rocznicy założenia Valletty. Muscat powiedział podczas odsłonięcia, że pomnik „uhonoruje historyczny klejnot naszego kraju”. 